# Séisme de 1925 dans Charlevoix-Kamouraska

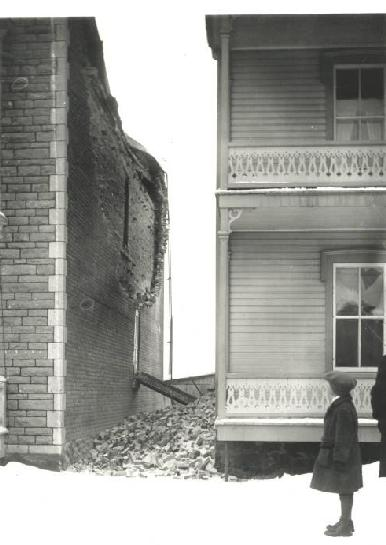
Dégâts à Shawinigan, Québec.

Le séisme de 1925 dans Charlevoix-Kamouraska, d'une magnitude de 6,2 sur l'échelle de Richter, a touché le Nord-Est de l'Amérique du Nord le 28 février 1925. Il est l'un des séismes les plus forts enregistrés au Canada au cours du XXe siècle, ayant atteint une intensité de VIII (sévère) sur l'échelle de Mercalli. Son épicentre se trouve dans la zone sismique de Charlevoix-Kamouraska, le long du fleuve Saint-Laurent, près de l'île aux Lièvres.
Le tremblement de terre a été ressenti dans des villes telles Québec, Shawinigan et Montréal, ainsi que dans des régions aussi éloignées que la Virginie et le long de la rivière Mississippi. L'intensité a atteint une intensité maximale de VI (fort) aux États-Unis.

## Dégâts
Le séisme a causé des dégâts dans trois zones.
La première et la plus touchée s'étend sur deux bandes étroites d'une quarantaine de kilomètres le long du Saint-Laurent situées près de l'épicentre. On y relève divers niveaux de dommages dans les villages de Baie-Saint-Paul, Saint-Urbain, Les Éboulements, Pointe-au-Pic, La Malbaie et Tadoussac, ainsi que dans des villages proches tels Sainte-Anne-de-la-Pocatière, Saint-Pacôme, Rivière-Ouelle, Saint-Philippe, Saint-Denis et Saint-Pascal.
Les deux autres zones sont celles de la ville de Québec et de Trois-Rivières / Shawinigan.

## Séquelles
Un total de 55 répliques ont été enregistrées, de magnitudes variant de 5 à 2.
Avec les années, plusieurs études ont été publiées sur ce séisme, dont une en 1999. Un séisme, parfois qualifié de « précurseur (en) », a touché la vallée du Saint-Laurent le 30 septembre 1924. Évalué à 6,1 sur l'échelle de Richter, il a été ressentit jusqu'à Rockland et Portland.